# Congolapia bilineata
 Congolapia bilineata és una espècie de peix de la família dels cíclids i de l'ordre dels perciformes. Va ser identificat com a Tilapia bilineata el 1900 per Jacques Pellegrin. Els adults poden assolir fins a 18 cm de longitud total.
Es troba a Àfrica a la República Democràtica del Congo.